# Onthophagus rufipodex
Onthophagus rufipodex là một loài bọ cánh cứng trong họ Bọ hung (Scarabaeidae).